# جان بيار لو كلارك
جان بيار لو كلارك (بالفرنسية: Jean-Pierre Leclerc )‏ (و. 1949 – 2011 م) هو ممثل، من فرنسا، ولد في كليرمون فيران، توفي في باريس، عن عمر يناهز 62 عاماً.

## وصلات خارجية
- جان بيار لو كلارك على موقع IMDb (الإنجليزية)
- جان بيار لو كلارك على موقع قاعدة بيانات الفيلم (الإنجليزية)
- جان بيار لو كلارك على موقع كينوبويسك (الروسية)